# ざら
ざら（ZARA）は、日本の漫画家。代表作は、『まんがタイムきらら』（芳文社）にて連載された『ふおんコネクト!』。
緻密な書き込みとその中に巧妙に忍ばせたパロディやネタの数々が持ち味で、作風全体としてもパロディは多め。その幅も「アニメ」や「玩具」から、「経済」「ジャーナリズム」の風刺と広いところが支持を集めている。
『しかくいシカク』では「デジタルカメラ」を中心としたネタを展開していた。
ペンネームの由来はザラブ星人。
2018年以降は自作PCをテーマとした漫画『わがままDIY』の連載に専念している。

## 作品紹介
連載中
- みちかアクセス!（まんがタイムきららweb（ウェブコミック） 2006年12月7日 - 配信中[2]） - 『ふおんコネクト!』の番外編。
- わがままDIY（DOS/V POWER REPORT 2008年6月号 - 連載中）

連載終了
- ふおんコネクト!（まんがタイムきらら 2006年3月号 - 2010年8月号）
- ヘカトンテイル（月刊ドラゴンマガジン 2006年12月号 - 2008年4月号） - 掲載誌のリニューアルに伴い完結。
- ウチはおおきい（good!アフタヌーン Vol.3（2009年3月） - Vol.15（2011年3月））
- しかくいシカク（まんがタイムきらら 2011年4月号 - 2014年9月号）
- ふたりでひとりぐらし、（まんがタイムきらら 2015年4月号 - 2018年8月号）

読切
- アリアケカイセン（まんがぱれっとLite Vol.6（2008年8月））

## 書籍
（2018年10月現在）
- 『ふおんコネクト!』 まんがタイムKRコミックス 芳文社

1. （2007年3月27日）ISBN 978-4-8322-7620-8
2. （2008年5月27日）ISBN 978-4-8322-7700-7
3. （2009年5月27日）ISBN 978-4-8322-7808-0
4. （2010年9月27日）ISBN 978-4-8322-7944-5

- 『しかくいシカク』 まんがタイムKRコミックス 芳文社

1. （2012年5月26日）ISBN 978-4-8322-4154-1
2. （2013年7月27日）ISBN 978-4-8322-4324-8
3. （2014年10月27日）ISBN 978-4-8322-4490-0

- 『ウチはおおきい』 アフタヌーンKCDX 講談社

1. （2011年4月7日）ISBN 978-4-06-310743-2

- 『わがままDIY』 インプレスジャパン

1. （2011年12月22日）ISBN 978-4-8443-3126-1
2. （2015年2月27日）ISBN 978-4-8443-3763-8
3. （2018年2月28日）ISBN 978-4295003236

- 『ふたりでひとりぐらし、』 まんがタイムKRコミックス 芳文社

1. （2016年6月27日）ISBN 978-4-8322-4714-7
2. （2017年7月27日）ISBN 978-4-8322-4857-1
3. （2018年9月27日）ISBN 978-4-8322-4980-6

## ドラマCD
- 『ふおんコネクト!』 フロンティアワークス FCCC-0121 2008年5月23日発売